# Bóveda
Bóveda er en by og kommune i det nordvestlige Spanien i provinsen Lugo. Den har et indbyggertal på 1.409 (2024) indbyggere.